# De syllogismis hypotheticis
De syllogismis hypotheticis ist eine logische Schrift, die Abbo von Fleury im 10. Jahrhundert in lateinischer Sprache erstellte. "Die Konzeption der Logik, die Abbos Traktat über die hypothetischen Syllogismen zugrunde liegt, ist dem modernen Leser nur schwer zugänglich zu machen. Es handelt sich um eine Logik von Aussagen, die jedoch nichts mit einer modernen Aussagenlogik zu tun hat."

## Inhalt und Quellen
Abbo von Fleury behandelt den innerhalb der Literatur zu Logik und Dialektik wichtigen Begriff des hypothetischen Syllogismus. Dieses Thema wurden in Antike und Spätantike bis hin zu Anicius Manlius Severinus Boethius, Cassiodorus und Isidor von Sevilla bearbeitet. Nach einer längeren Zwischenzeit ist Abbo von Fleury der erste, der sich wieder dem hypothetischen und dem kategorischen Syllogismus zuwendet. Er folgt dabei eng den überlieferten, antiken Schriften, für Kap. I–V und VII der De hypotheticis syllogismis (DHS) des Boethius. 2 Aussagen werden konjunktiv (wenn a gilt, gilt auch b, z. B. ist er Mensch, so ist er Lebewesen) oder disjunktiv (ist es a, so ist es nicht b, z. B. ist es weiß, so ist es nicht schwarz) betrachtet und in verschiedene Beziehungen gesetzt. Dazu tritt in Kap. II, IV, VI die cum-Konjunktion (cum lat. wenn, mit, zusammen mit). Erläutert wird dies durch beispielhafte Formeln wie:
Wenn er nicht Beseeltes/A ist, dann: gleichzeitig damit, daß er Nicht-Vernünftiges/B ist, ist er Nicht-Sinnhaftes/C. Und er ist A. Folglich gleichzeitig damit, daß er B ist, ist er C. (Kap. II, Modus V)
Auch dies ist von Boethius entlehnt (DHS 849 B): si sit a, cum sit b, est c / wenn a ist, wenn (gleichzeitig) b ist, ist c
Das Kapitel IX hingegen hat andere Quellen. Die dort dargestellten elementaren hypothetischen Syllogismen gehören zum Grundbestand der aus der Antike überlieferten Logik. Eine knappe Darstellung findet sich in Marcus Tullius Ciceros Schrift Topica (§§54–57). Abbo von Fleury folgt aber weitgehend dem Werk des Boethius In Topica Ciceronis Commentaria (ITC). Er formuliert die Aussagen als Beispiele, etwa das bekannte:
I.1 Wenn er Mensch ist, ist er Lebewesen. Er ist aber Mensch. Folglich ist er Lebewesen
aber auch komplizierter:
III.8 Nicht: Wenn sie geboren hat, hat sie nicht mit einem Mann geschlafen. Sie hat aber geboren. Folglich hat sie mit einem Mann geschlafen (Ebenso bei Boethius ITC 1075C: si peperit, cum viro concubuit).

## Weiterleben und Überlieferung
Dieses Werk des Abbo von Fleury wurde wenig rezipiert. Abaelard behandelte zwar in seiner Dialectica den hypothetischen Syllogismus, nimmt aber keinen Bezug auf Abbo von Fleury; später gibt es in den Lehrbüchern der Logik keine Traktate zu diesem Thema. Es haben sich nur wenige Handschriften erhalten und erst 1966 wurde das Werk von Robert Raes editiert. 1997 erstellte Franz Schupp eine kommentierte Edition mit Übersetzung in die deutsche Sprache.

## Ausgaben
- Franz Schupp: Abbo von Fleury: De syllogismis hypotheticis, Leiden/New York/Köln 1997.